# Xã Buh, Quận Morrison, Minnesota
Xã Buh (tiếng Anh: Buh Township) là một xã thuộc quận Morrison, tiểu bang Minnesota, Hoa Kỳ. Năm 2010, dân số của xã này là 520 người.